# Muhammadburhan Awae
Muhammadburhan Awae (thailändisch มูฮัมหมัดบูรฮัน อาแว, * 7. August 2002), auch als Ang bekannt, ist ein thailändischer Fußballspieler.

## Karriere
Muhammadburhan Awae erlernte das Fußballspielen in der Jugend von Yalor City. 2020 unterschrieb er einen Vertrag beim Ranong United FC. Der Verein aus Ranong spielte in der zweiten thailändischen Liga, der Thai League 2. In der Saison 2020/21 kam er in Ranong nicht zum Einsatz. Sein Zweitligadebüt gab Muhammadburhan Awae am 15. September 2021 (3. Spieltag) im Auswärtsspiel gegen den Erstligaabsteiger Rayong FC. Hier stand er in der Startelf und spielte die kompletten 90 Minuten. Ranong gewann das Spiel durch ein Tor von dem Südkoreaner Yeon Gi-sung mit 1:0. Als Tabellenvorletzter musste er mit dem Verein aus Ranong am Ende der Saison 2022/23 in die dritte Liga absteigen. Nach dem Abstieg verließ er den Verein und schloss sich im Sommer 2023 dem Drittligisten Nara United FC an. Mit dem Verein aus Narathiwat spielte er elfmal in der Southern Region der Liga. Im Dezember 2023 verpflichtete ihn der ebenfalls in der Southern Region spielenden Songkhla FC. Am Ende der Saison 2024/25 feierte er mit dem Verein die Meisterschaft der Region. Am 19. April 2025 stand er mit Songkhla im Finale des Thai League 3 Cups. Hier verlor man im BG Stadium gegen den Thonburi United FC mit 5:4 im Elfmeterschießen.

## Erfolge
Songkhla FC
- Thai League 3 – South: 2024/25
- Thai League 3 Cup-Finalist: 2024/25